# CrossOver
CrossOver (prima della versione 6 era chiamato CrossOver Office) è un programma proprietario sviluppato da CodeWeavers che permette a molte applicazioni basate su Windows di essere eseguite su Linux e macOS. Prima della versione XI il software era distribuito in versioni separate specializzate, ad esempio per la produttività o per i giochi.
Il programma è una versione modificata della versione open source Wine, con ulteriori patch per la compatibilità, ulteriori miglioramenti user-friendly degli strumenti e strumenti per la virtualizzazione. CodeWeavers impiega diversi sviluppatori di Wine e contribuisce al codice open source dei progetti Wine con la licenza GNU LGPL, nonostante CrossOver sia un software proprietario.

## Sistemi operativi supportati

### CrossOver Mac
Il software si integra al sistema operativo OS X di Apple sia nella gestione dei vari tipi di file sia per quanto riguarda l'aspetto delle finestre.

### CrossOver Linux
Il programma mira ad integrarsi in GNOME e KDE per fare in modo che le applicazioni vengano eseguite senza problemi nell'ambiente Linux.

## Software Windows supportati attivamente
- Produttività
  - Microsoft Office 2013, 2010, 2003, XP, 2000 e 97
  - Microsoft Project
  - Microsoft Internet Explorer 9, 8, 7 e 6
  - Microsoft Visio
  - Microsoft .NET
  - Adobe Dreamweaver MX, Adobe Flash MX, Adobe Photoshop 7
  - Lotus Notes
  - Quicken
  - dBpowerAMP Music Converter
  - Zune Software
  - Vari plugin per i web browser come QuickTime e Windows Media Player
- Giochi
  - Counter-Strike
  - Half-Life 2
  - Prey
  - World of Warcraft
  - EVE Online
  - Call of Duty 2
  - Team Fortress 2
- Misc
  - iTunes 4.9.0
  - Quicktime 7

Una lista completa è disponibile sul sito web CodeWeavers.
Sul sito web di CodeWeavers è possibile donare soldi verso una particolare applicazione in modo da incoraggiare il team di sviluppo a prestare più attenzione verso essa in modo da renderla pienamente compatibile.